# ماتياس روسي
ماتياس روسي (بالإسبانية: Matías Rossi)‏ هو سائق سيارة سباق ومهندس أرجنتيني، ولد في 2 أبريل 1984.